# Ophiacantha bathybia
Ophiacantha bathybia är en ormstjärneart som beskrevs av Hubert Lyman Clark 1911. Ophiacantha bathybia ingår i släktet Ophiacantha och familjen knotterormstjärnor. Inga underarter finns listade i Catalogue of Life.